# جام حذفی فوتبال آلبانی
 جام حذفی فوتبال آلبانی  (به آلبانیایی: Kupa e Shqipërisë) مسابقاتی است که به صورت حذفی در کشور آلبانی از سال ۱۹۳۹ تاکنون برگزار می‌شود. این جام از ۶۴ تیم که از سراسر کشور آلبانی در آن شرکت می‌کنند برگزار می‌شود.
باشگاه فوتبال پارتیزانی تیرانا با ۱۵ قهرمانی پرافتخارترین تیم این سری مسابقات به حساب می‌آید.

## پرافتخارترین باشگاه‌ها
- باشگاه فوتبال تیرانا: ۱۶ قهرمانی
- باشگاه فوتبال پارتیزانی تیرانا: ۱۵ قهرمانی
- باشگاه فوتبال دینامو تیرانا: ۱۳ قهرمانی